# Simão de Crépy
Simão de Crépy (c. 1048 – 1081) foi Conde de Amiens, de Vexin e de Valois de 1074 até 1077. Era filho do conde Raul II de Vexin e Adela de Bar-sur-Aube. Também é conhecido como Simão de Vexin e São Simão.
Nasceu no Castelo de Crépy, e 1048. Simão foi educado na corte de Guilherme da Normandia, e herdou terras consideráveis de seu pai em 1074. Nestes jazia entre o domínio real do rei Filipe I de França e as terras de Guilherme, o Conquistador, pelo então rei da Inglaterra, e fez dele um homem importante. Diz-se que neste momento Guilherme da Normandia propôs um casamento entre Simão e sua filha Adela. Enquanto isso, o rei da França tentou reter uma parte da herança de Simão, o que resultou em uma longa guerra de três anos.
Um casamento com Adela estava dentro do grau de consanguinidade proibida e Simão foi a Roma para se encontrar com o Papa Gregório VII, talvez para marcar uma dispensação. Se este era o seu motivo, o Papa organizou uma trégua entre Simão e o Rei Filipe. Talvez como parte do acordo papal, casou-se com uma filha do Conde de Auvérnia (em ordem cronológica, o que teria sido tanto Guilherme V ou Roberto II) em torno de 1075.
Pouco depois, ambos Simão e sua esposa tomam votos religiosos e mosteiros introduzidos. Seu condado de Valois passou para o marido de sua irmã, Herberto IV, conde de Vermandois, Amiens para Filipe, e o Vexin foi dividido entre Felipe e Guilherme, criando a divisão moderna entre o Vexin français e o Vexin normand.
Simão não estava contente com o ambiente relativamente luxuoso da Abadia de Saint-Claude, e adotou uma vida como um eremita nas florestas da Borgonha no curso superior do rio Doubs. Lá, ele e alguns colegas construíram cabines e limparam terra para o cultivo. Este convento permaneceu dependente de Sainte-Claude até o século XII, então após Saint-Oyen de Joux. A aldeia de Mouthe depois cresceu em torno do convento.
Simão empreendeu uma peregrinação à Terra Santa, e depois novamente para Roma, onde morreu. Ele recebeu os últimos ritos de Gregório VII. Foi enterrado na Basílica de São Pedro. Foi mais tarde beatificado e suas relíquias ainda são mantidas em Mouthe onde uma estátua em sua homenagem foi erguida em 1934.